# 四季裁判所
四季裁判所（しきさいばんしょ、Quarter Sessions、または四季法廷）は、イングランド・ウェールズ・スコットランドで定期的に行われた刑事事件処理のための司法機関および地方行政機関である。中世以降、州・特別市で年4回開催され、イングランドで1971年、スコットランドでは1975年まで存続した。原語Quarter（＝四半期）＋Session（＝裁判所）が示すように年4回以上行われたことから四季裁判所と日本語訳されるが、季節と特段の関係はない。

## 起源と歴史
1388年の成文法が年4回以上の開催を義務づけたことからQuarterとよばれるようになったが、四季裁判所の起源は1220年代とされる。国政改革運動の中で改革派貴族が各州の代表騎士1名を治安官（kepper of the peace）に任命して以後、各地に広まった。エドワード1世の時代には定期的に開かれるようになり、エドワード3世の頃から中央の法曹官僚を治安官に任じるようになった。1349年に設置された労働者判事（justice of labourers）の職が1361年には治安官に統合された。また16世紀からは行政府としての役割も担った。刑事事件を扱う裁判所として長く機能し、13植民地やマレーシアでも同様の裁判制度が導入された。20世紀に入って地方自治の業務が煩雑化するに伴い、しだいに四季裁判所は数を減らしていった。1971年に司法改革の一環として裁判所法（Courts Act 1971）が成立し、同様に伝統的な司法制度であった巡回裁判などとともに廃止された。

## 権能
四季裁判所は国王大権にもとづく星室庁の下級審に位置づけられる。判決の法的根拠は国王布告のほか判例・コモン・ローなどで、裁判にあたるのは無報酬の治安判事であった。この治安判事はジェントリがノブレス・オブリージュの伝統にのっとって職務に当たった。したがって治安判事は未訓練のアマチュアで、法学院の教育を受けていない者も少なくなかった。そこで治安判事は、四季裁判所を切り盛りするための実務手引書を常備していた。
四季裁判所の機能は地方の中小犯罪を扱う刑事裁判所で、大陪審とともに2〜8人の治安判事が裁いた。四季裁判所の下級審として小治安裁判所が置かれ、その判決を不服とした者は四季裁判所に上訴することができた。死刑・終身刑を宣告する権限はもたず、重犯罪は巡回裁判の管轄であった。四季裁判所の決定に不服な者は星室庁などの大権裁判所に上訴することもできた。16世紀以降には地方行政における許認可なども取り扱った。道路や橋の修繕、パブ開業の認可、救貧行政、民兵の管理運営など、広範な地方自治機能をも有していた。
四季裁判所の裁判・行政は逐一記録され、地方史・社会史研究における重要な一次史料となっている。